# Acacia rhetinocarpa
Acacia rhetinocarpa é uma espécie de leguminosa do gênero Acacia, pertencente à família Fabaceae.